# 関西電力学園
関西電力学園（かんさいでんりょくがくえん）は、関西電力がかつて運営していた社員教育施設で大阪府茨木市清水2丁目にあった。
関西電力の技術系社員を育成する学校で、中卒・高卒・高専卒の社員の育成にあたっていたが、閉鎖された。当時は高卒で学園に入ると専門部と呼ばれ、1年間、勉強、実習期間となる。勉強は国語、算数、専門等があり、また訓練として淡路島カッター訓練、京都万福寺の座禅修行も存在した。また、全寮制となっており朝起きるとラジオ体操、ランニングを実施していた。夜は点呼があり、その後消灯、就寝となっていた。寮の管理人は舎監と呼ばれ、厳しい指導で高校から社会人となった社員を鍛えた。実習は各営業所、支店、発電所等に配属され、現場で実務について学んだ。能力開発センターは現在もある。